# Kabinett Bourgès-Maunoury

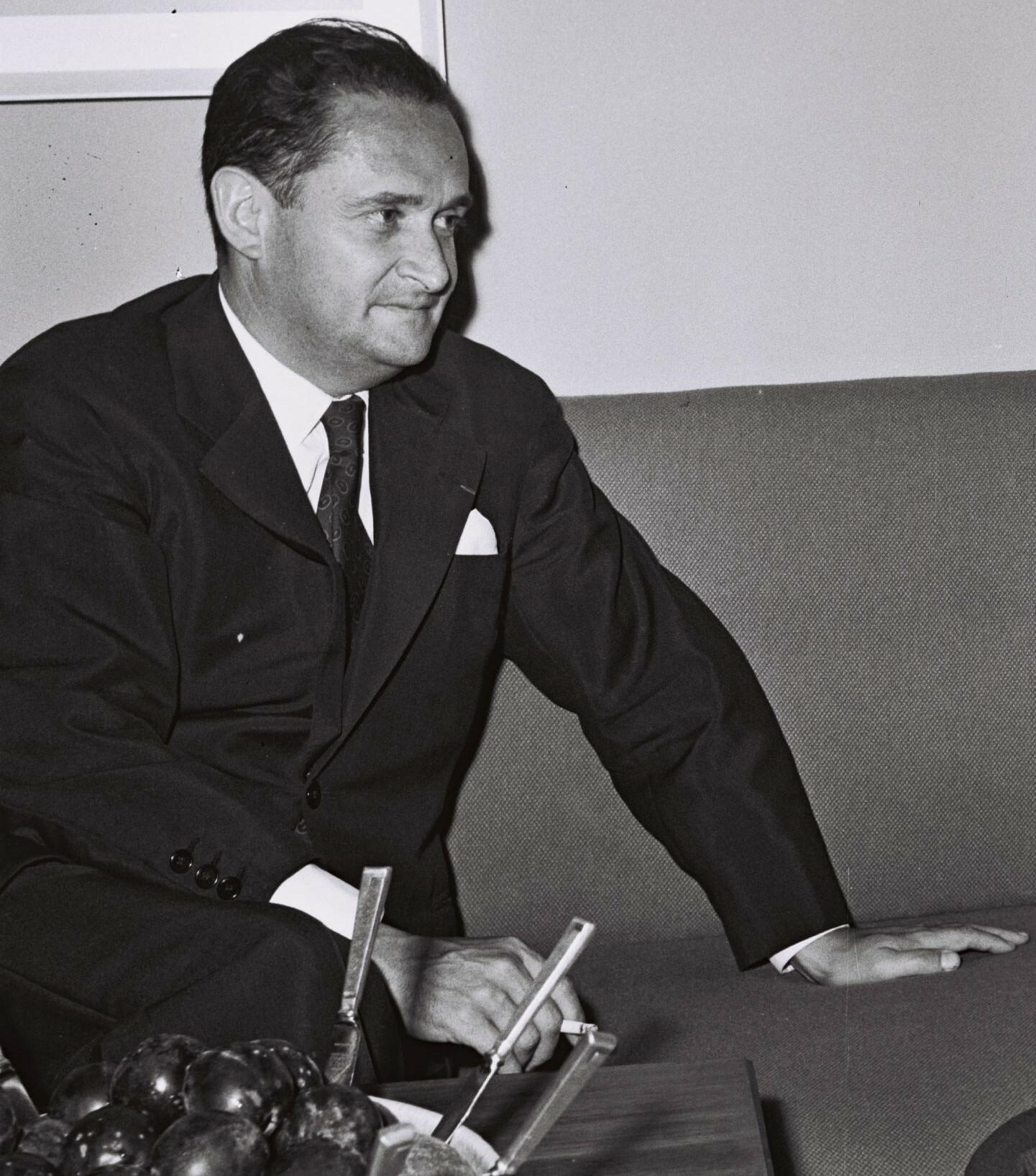
Maurice Bourgès-Maunoury war 1957 Premierminister

Das Kabinett Bourgès-Maunoury wurde in Frankreich am 13. Juni 1957 von Premierminister Maurice Bourgès-Maunoury während der Amtszeit von Staatspräsident René Coty gebildet und löste das Kabinett Mollet ab. Am 6. November 1957 wurde das Kabinett vom Kabinett Gaillard abgelöst. Dem Kabinett gehörten Vertreter von Parti républicain, radical et radical-socialiste (PRS), Rassemblement Démocratique Africain (RDA), Centre national des républicains sociaux (CNRS), Section française de l’Internationale ouvrière (SFIO) und Union démocratique et socialiste de la Résistance (UDSR) an.

## Minister
Dem Kabinett gehörten folgende Minister an:
| Amt                                                      | Name                        | Beginn der Amtszeit | Ende der Amtszeit |
| -------------------------------------------------------- | --------------------------- | ------------------- | ----------------- |
| Premierminister                                          | Maurice Bourgès-Maunoury    | 13. Juni 1957       | 6. November 1957  |
| Staatsminister                                           | Félix Houphouët-Boigny      | 13. Juni 1957       | 6. November 1957  |
| Siegelbewahrer, Justizminister                           | Édouard Corniglion-Molinier | 13. Juni 1957       | 6. November 1957  |
| Außenminister                                            | Christian Pineau            | 13. Juni 1957       | 6. November 1957  |
| Innenminister                                            | Jean Gilbert-Jules          | 13. Juni 1957       | 6. November 1957  |
| Minister für nationale Verteidigung und Streitkräfte     | André Morice                | 13. Juni 1957       | 6. November 1957  |
| Minister für Finanzen, Wirtschaft und Planung            | Félix Gaillard              | 13. Juni 1957       | 6. November 1957  |
| Minister für Bildung, Jugend und Sport                   | René Billières              | 13. Juni 1957       | 6. November 1957  |
| Minister für öffentliche Arbeiten, Verkehr und Tourismus | Édouard Bonnefous           | 13. Juni 1957       | 6. November 1957  |
| Minister für die Überseegebiete                          | Gérard Jaquet               | 13. Juni 1957       | 6. November 1957  |
| Sozialminister                                           | Albert Gazier               | 13. Juni 1957       | 6. November 1957  |
| Minister für Veteranen und Kriegsopfer                   | André Dulin                 | 13. Juni 1957       | 6. November 1957  |
| Ministerresident in Algerien                             | Robert Lacoste              | 13. Juni 1957       | 6. November 1957  |
| Minister für die Sahara                                  | Max Lejeune                 | 13. Juni 1957       | 6. November 1957  |